# 海軍無線電信所船橋送信所
座標: 北緯35度43分11.7秒 東経139度58分17.5秒 / 北緯35.719917度 東経139.971528度
海軍無線電信所船橋送信所（かいぐんむせんでんしんじょふなばしそうしんじょ）は、現在の千葉県船橋市行田にあった無線電信所である。地元民からは行田無線、行田の無線塔などと呼ばれた。

## 概要

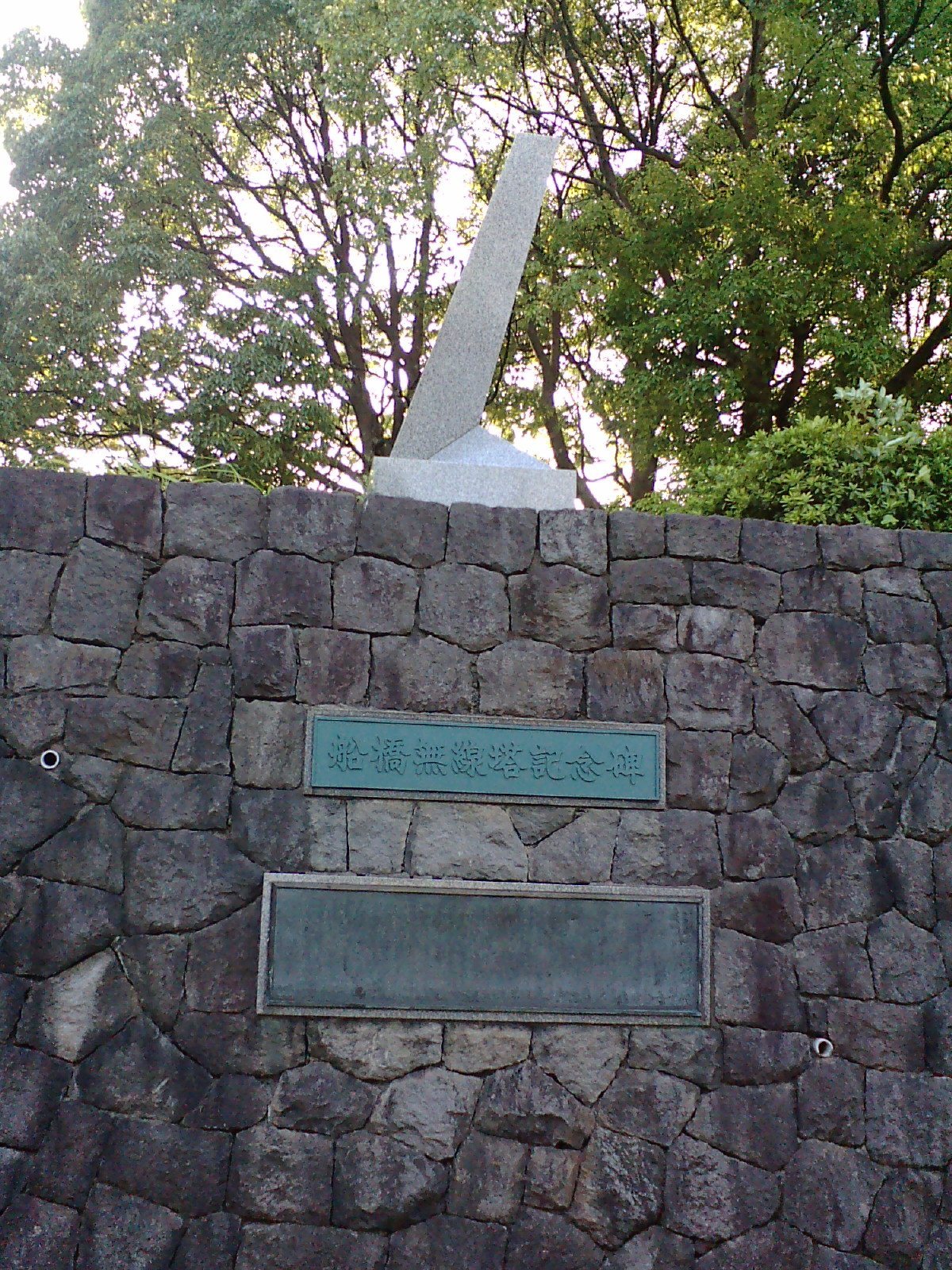
行田公園の船橋無線塔記念碑、東西の広場を分ける道路から西広場入口付近にある。
上：白いL字型の石のオブジェ
中：「船橋無線塔記念碑」
下：「碑文」

この施設は日露戦争後、聯合艦隊の行動範囲の拡大に伴い東京近郊の東葛飾郡船橋町周辺にある塚田村行田（現船橋市行田）に設置された海軍の無線電信施設で、大東亜戦争(太平洋戦争)の時に真珠湾攻撃部隊に「ニイタカヤマノボレ一二〇八」の電文を送信した事で一般に広く知られている（船橋送信所が艦船へ向けて短波・中波を送信し、依佐美送信所が潜水艦に向けて超長波を発信した）。

## 沿革

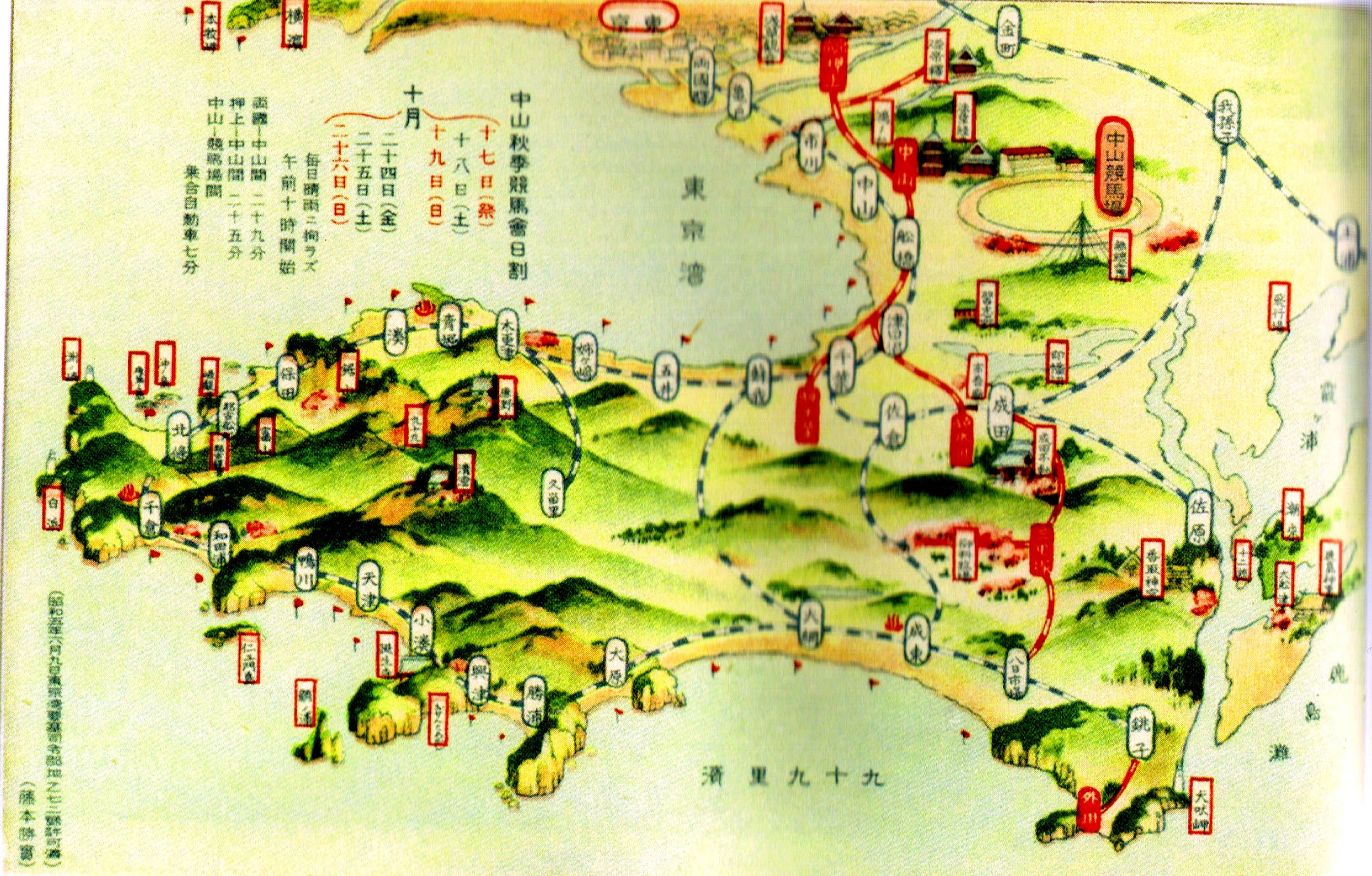
昭和5年発行中山競馬･千葉県観光案内地図　中山競馬場（図右上）のすぐ南に傘型アンテナ(?)の無線局が見える

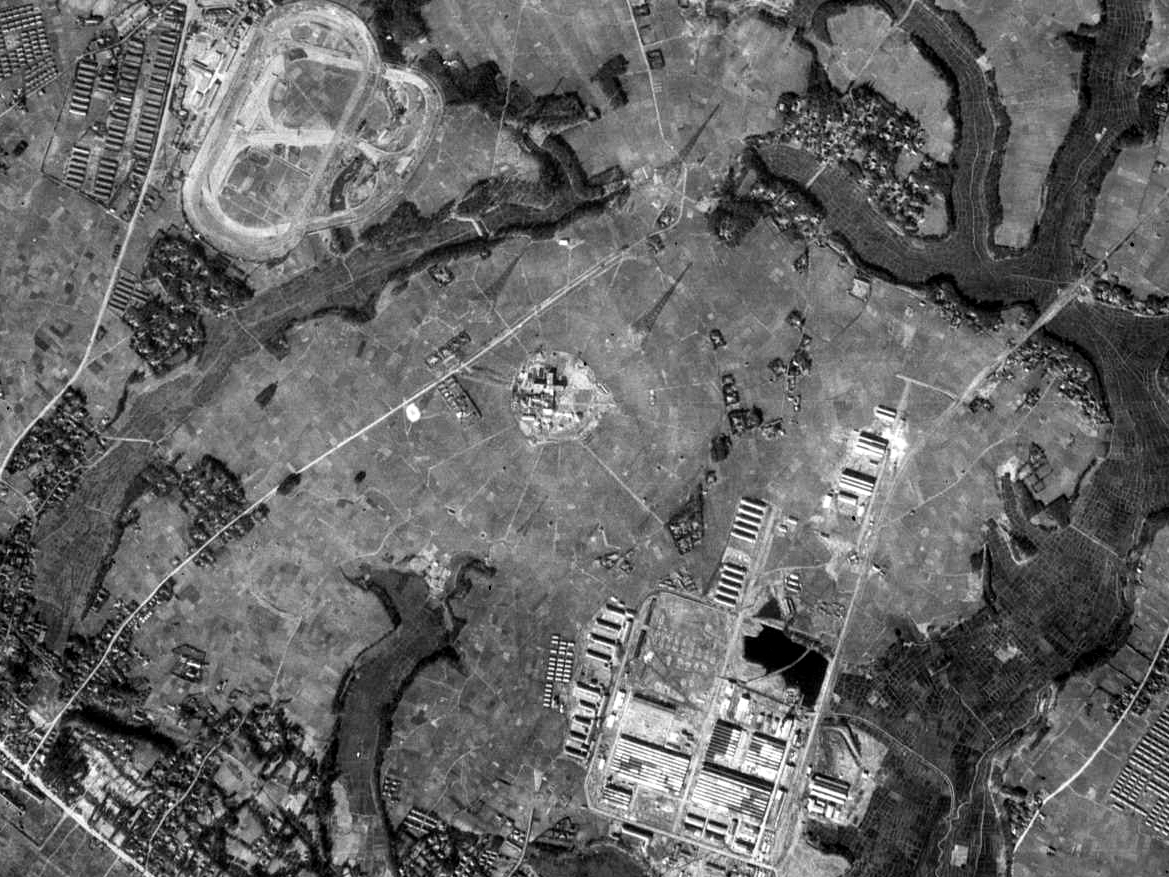
海軍無線電信所船橋送信所の空中写真（1946年）
左上に中山競馬場が確認できる。

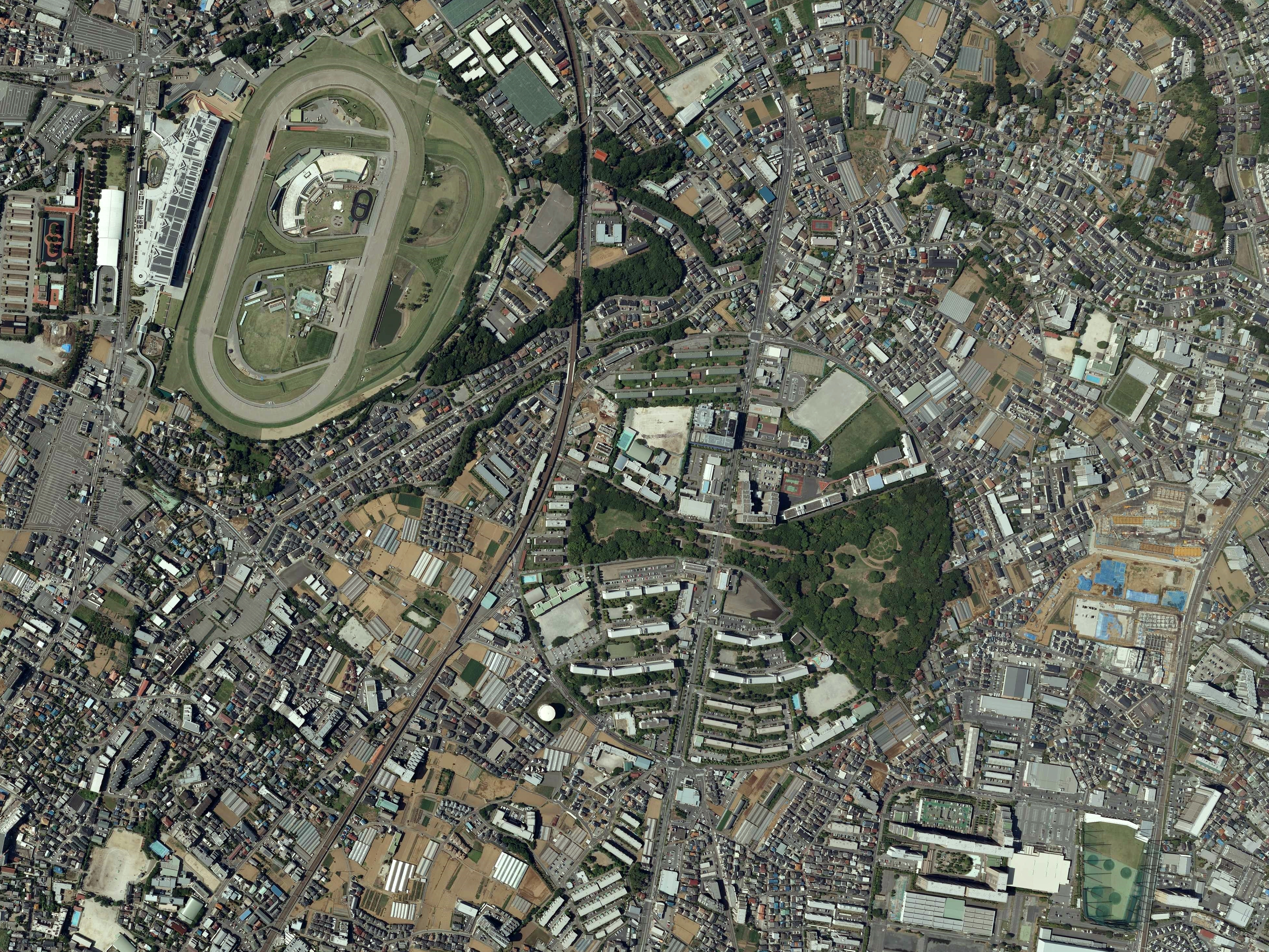
船橋市行田の空中写真（2018年撮影）。西側を通る線路は武蔵野線。

無線関係の機器一式はドイツのテレフンケン社製のものが採用され、シーメンス社に発注が行われた。1913年に着工したが翌1914年に第一次世界大戦が起こり日本がドイツに宣戦布告をしたことからシーメンス社の技術者が図面を焼却、帰国してしまい工事は困難を極めたが、1915年4月には開所式が挙行され、同年7月23日から8月6日にかけて実施されたハワイ・オアフ島のカフク局との間で通信試験（第1回通信試験）で通信に成功。同局を経由してのアメリカ本土への無線通信を可能とした。8月より正式に軍用通信が開始された。
1916年9月21日には逓信省の一等船橋無線電信局（コールサイン：JJC）が併設され、外国航行船舶等に乗り組み日本を遠く離れていた船員達に大相撲の結果などを知らせ喜ばれるなど、民間向けにも利用されたという記録も残っている。
ハワイの無線局（1917年に島内のワヒアワへ移転）と日米間通信が1924年まで行われたが、中でも1923年に起こった関東大震災の際には銚子無線電信所と共に通信が壊滅状態になった東京都心の被害情報を横浜港に停泊中の船舶からの打電を受信して新聞社が集まる大阪市など国内外に発信、救援活動に多大な貢献をした。なお、この出来事は船橋の名を広く世界に知らせるきっかけとなった。一方で不確かな流言もそのまま伝えたため、後日、所長の大森大尉は免職になったという。同年、霞ヶ関の海軍省内に受信所が置かれたため名称が「海軍無線電信所」から「海軍無線電信所船橋送信所」に改められた。
昭和10年代には無線等の鉄塔に建て替えられた。鉄塔の高さは約60メートルから200メートル近くあるものもありランドマーク的な役割を担い、船橋市民に親しまれた。
戦後は進駐軍が接収し、1966年に返還されたが1971年5月19日から解体が開始された（1972年まで）。

今日ではモニュメント（記念碑）が残されるのみだが送信所特有の円形の道路区画などはそのまま生かされている。跡地には学校や団地・県立公園などが設けられたほか、西側をかすめる形で武蔵野線が通っている。
なお電信所の鉄塔は水田や田畑の間に建っていたため、電信所施設以外は耕作などのため立ち入る事が可能だった。行田無線塔跡は2008年に電気通信技術の歩みを物語る近代化産業遺産群として近代化産業遺産に認定された。

## 歴代所長
1. 徳田伊之助[注釈 5] 少佐：1915年2月5日 - 1916年4月12日
2. 石田正一 少佐：1916年4月17日 - 1918年9月18日
3. 福井愛助 少佐：1918年9月18日 - 1919年7月4日
4. 大澤玄養 少佐：1919年7月4日 - 1920年1月19日
5. 高山貞三郎 少佐：1920年1月19日 - 1921年11月22日
6. 糟谷季之助 少佐：1921年11月22日 - 1922年2月21日
7. 藤田寅治 少佐：1922年2月21日 - 1923年2月14日
8. 田中茂支 中佐：1923年2月14日 - 1927年12月3日
9. 渡辺鐐一 中佐：1927年12月3日 - 1929年11月30日
10. 武田哲郎 中佐：1929年11月30日 -